# Arnold Houbraken
Arnold Houbraken (født 28. marts 1660, død 14. oktober 1719) var en hollandsk kunstmaler, grafiker og kunsthistoriker fra Dordrecht, i dag hovedsageligt kendt som forfatter af biografier om nederlandske malere fra Den hollandske guldalder. Han fik ti børn. En søn, Jacob Houbraken (1698-1780) og en datter Antonina Houbraken blev kobberstikkere; Jacob stak portrætter til bogillustrationer, Antonina bylandskaber og byer med dyr og mennesker.

## Biografi
Houbraken var elev af Johannes de Haan, som lærte ham kobberstik. Efter to år hos de Haan blev han elev hos Willem van Drielenburch, som han blev hos under det lange Annus Horribilis rampjaar, 1672. Derefter studerede han i ni måneder hos Jacobus Leveck og til slut fire år hos Samuel van Hoogstraten. I 1685 blev han gift med Sara Sasbout. De flyttede til Amsterdam omkring 1709. Arnold Houbraken malede mytologisk og religiøst inspirerede motiver samt portrætter og landskaber. Hans første forsøg som forfatter var emblembogen Inhoud van 't Sieraad der Afbeelding, en guide til mulige motiver.

## Bøger
- ‘Inhoud van 't Sieraad der Afbeelding’ In: Des menschen begin, midden en einde (1712)
- ‘Aen den heere Jakob Zeeus, den Wolf in 't schaepsvel ter drukpersse bestellende’ In: De wolf in 't schaepsvel (1711)
- De groote schouburgh der Nederlantsche konstschilders en schilderessen (Det store nederlandske menageri af malere) (1718)

## Schouburgh
Schouburgh er en samling af 500 biografier om 17-hundredtallets nederlandske malere. Opslagsværket i tre bind, følger Carel van Manders Het Schilderboeck (1604) samt Zichtbare wereld og Inleyding tot de Hooge Schoole der Schilderkonst, begge af hans lærer Samuel van Hoogstraten. Han gjorde desuden brug af biografiværker af Joachim von Sandrart (1678), Cornelis de Bie (Het Gulden Cabinet, 1662), André Félibien (1706), Florent le Compte (1708) og Roger de Piles (1708).
Derudover gjorde han brug af personlige kontakter i hans professionelle malerbekendtskaber og netværk, hovedsageligt medlemmer fra det nederlandske Sankt Lukasgilde. En del af de skildrede blev medlemmer af Bentvueghels, en samling af nederlandske og flamske kunstmalere i Rom, men biografierne medtager også de fleste af dem, som Vincent van der Vinne anså for talentfulde før 1702, hvor han døde. Houbraken selv døde i 1719, hvorefter hans kone færdiggjorde og udgav hans bog. Bogen, som stadig anses som en værdifuld kilde til datidens nederlandske kunstverden, blev genudgivet i 1976 som en faksimile af andenudgaven fra Amsterdam. Bogen er desuden tilgængelig digitalt på det hollandske arkiv Digitale Bibliotheek voor de Nederlandse letteren. Her er en liste over omkring 500 af de kunstnere Houbraken anså som de vigtigste. Hans indeks tilføjer yderligere 150 malere. Det samlede antal personer beskrevet er omkring 1000, inklusiv udgivere.

### Bind I
| - Desiderius Erasmus - David Joris - Cornelis Antonisz - Jan de Hoey - Bernard van Orley - Michael Coxcie - Dirk Crabeth & Wouter Crabeth I - Dirk de Vrye - Joan Dac - Johannes Snellinks - Isaac Nicolai - Adam van Noort - Otto van Veen - Jan de Waal - Adrian Nieuwland - Abraham Bloemaart - Tobias Verhaeght - Michael Mierevelt - Paulus Moreelse - Jan van Kuik Woutersze - Sebastiaan Franks - Adam Elshaimer - Lucas Francois I - Hendrik Gaud - Roelant Savry - Adam Willaarts - Aart Druivestein - Jacob Willemsz Delff - Petrus Paulus Rubens - Pieter Soutman - Samuel Hofman - Jan van Hoek - Marten Pepyn - Abraham Janszen - Horatius Gentilesco - Hendrik van Balen - Francois Snyers - Joan Breugel - Adrian van Stalbemt - Daniel Blok - Frans Hals - Deodatus del Mont - Pieter Lastman - David Teniers - Hendrik van der Borght - Wencelaus Koeberger - David Baili - Pieter de Valk - Willem van der Vliet - Guiliam Nieulandt - Christiaan Jansz van Biezelingen - Gasper de Krayer - Cornelis Poelenburg - Alexander Keerings - Joris van Schoten - Nestus Thoman - Pieter Feddes - Hendrik Terbruggen - Adrian van der Venne - Johan Torrentius - Daniel Seghers - Adrian van Linschoten - Lucas de Waal - Wybrand de Geest - Gerard Honthorst - Pieter Snayers - Adrian de Bie - Christoffel Schovarts - Cornelis de Waal - Jacques Jordaens - Hendrik Berckman | - Lucas van Uden - Dirk van Hoogstraten - Jacques Francart - Pieter Mierevelt - Leonard Bramer - Jan van der Brugge - Jan van Goyen - Pieter Pietersz Deneyn - Roelant Rogman - Pieter Saenredam - Salomon de Bray - Adrian van Uitrecht - Hubertus Grimani - Anthony van Dyk - Jodocus de Momper - Johannes van Ravesteyn, Cornelis de Vos, Adam de Koster, Daniel Mytens, Artus Wolfart, Theodorus van Loon - Jan Lis - Joan de Heem - Johan Parcellus - Jan Pinas & Jacob Pinas - Pieter de Molijn - Warnard van den Valkert - Remigius van Rheni - Lowys de Vadder - Marten Rykaard - Andries van Artvelt - Jacob van Es - Willem Backereel & Gillis Bakkereel - Joannes Wildens - Pieter van de Plas - Jacobus de Geest - Pieter Neefs - Theodoor Babuer - Cristoffel van der Laan & Jacob van der Laan - Hendrik de Klerk - Anthoni Salart - Justus van Egmont - Philips de Champanje - Pieter Koek van Aelst - Evert van Aelst & Willem van Aelst - Jan van Bronkhorst - Nicolaes Knufter - Johannis Cossiers - Simon de Vos - Joan Bylert - Pieter van Asch - Kristiaen van Kouwenberch - Daniel van Heil - Jacob Gerritsz. Cuyp - Albert Cuyp - Pieter Dankers de Ry - Pieter Francois - Luigi Primo (Ludowicus) - Rembrandt van Rijn - Paudiss - Frans Wulfhagen - Juriaan Ovens - Monniks (Monix) - Jan van den Velde - Esaias van den Velde - Joachim von Sandrart - Emanuel de Witt - Pieter van der Willigen - Abraham van Diepenbeek - Jan Thomas van Ieperen - Theodoor van Tulden - Paulus de Vos - Erasmus Quellinus - Carel Erpard | - Jan Lievens - Ferdinand Bol - Palamedes Palamedesz Stevers - Anna Maria Schuurmans - Margarita Godewyk - Adriaen Brouwer - Joost van Craasbeek - Jacob Bakker - Bartram de Fouchier - Herman Zachtleven - Cornelis Zachtleven - Willem van Bemmel - Salomon Koning - Jan Baptist van Heil - Robert van Hoek - David Teniers - Adriaen van Ostade & Isaac van Ostade - Cornelis Bega - Leendert van der Koogen - Willem van den Velde - Johannes Mytens - Emelraad - Pieter Janszen - Thomas Willeborts Bossaert - Otto Marcelis - Pieter van Laar - Nicolas de Helt Stokade - Abraham Willaerts - Jacques van Artois |

### Bind II
| - Gerrit Dou - Nicolas van der Hek - Marten Heemskerk van der Hek - Bartholomeus van der Helst - Jacques Wabbe - Jan Albertsz Roodtseus - Bonaventuur Peeters - Franciscus Wouters - David Rykaert - Lucas Francois - Frans Menton - Mathys van den Berg - Thomas van Wyk - Govert Flink - Pieter Pietersz Nedek - Nicolas Latombe - Hans Jordaans - Gillis Schagen - Ludolf de Jong - Pieter de Hoogh - Gonzalo Coques - Peter Lely - Juriaan Jacobze - Robert van Hoeck - Antoni Waterloo - Jan Philip van Thielen - Carel van Savoyen - Philip de Koninck - Zacharias Paulusz - Jacob Delff - Jan Babtist van Duinen - Adrian Verdoel - Jan de Groot - Philip Wouwerman - Jan Baptista Weeninx - David Beck - Joan Couper - Gelsdorf - Simon Peter Tilmans - Hendrik Martensz - Jan Duive - Dirk Meerkerk - Jacob Reugers Blok - Jan Donker & Pieter Donker - Cesar van Everdingen - Jan van Everdingen - Albert van Everdingen - Adam Pynaker - Cornelis de Man - Gerbrant van den Eekhout - Joris van Son | - Emanuel Murant - Wallerant Vaillant - Jacob van der Does - Theodor Helmbreker - Nicolas Berchem - Jan Both & Andries Both - Johan Torrentius - Paulus Potter - Hercules Segers - Johannes van Kessel - Johannes Peeters - Peter Boel - Joannes van Heck - Philippus Fruytiers - Antonius Goebouw & Franciscus de Neve - Joannes Fyt - Peeter Tysens - Gerrit van Hoochstadt - Gysbrecht Thys - Johannes Lingelbag - Jan Worst - Willem van Drillenburg - Jacob Lavecq - Samuel van Hoogstraten - Mathias Withoos - Hendrik Graauw - Pieter van Roestraten - Hendrik Verschuring - Willem Verschuring - Jacob van der Ulft - Jan Teunisz Blankhof - Barent Graat - Josef Oostfries - Klaas van der Meulen - Katharina Oostfries - Jan Slob - Vincent van der Vinne - Maria van Oosterwyk - Geertje Pieters - Willem Kalf - Cornelis Bisschop - Jacobus Bisschop - Abraham Bisschop - Peter van Breda - Janson van Keulen - Gerard Pieterz van Zyl - Michiel Willemans - Willem Doudyns - Ary van der Kabel - Ludolf Bakhuizen - Benjamin Blok | - Anna Katrina - Kristoffel Pierson - Bartholemeus Meyburg - Katharina Rozee - Willem Schellinks - Nicolas Maes - Johan Hendrik Roos - Filip Roos - Theodor Roos - Juriaan van Streek - Hendrik van Streek - Carel Emanuel Biset - Ottomar Elger - Gerard Uilenburg - Jan de Baan - Jacobus de Baan - Willem van den Velde - Frederik de Moucheron - Pieter Gallis - Gasper van den Bos - Antoine Francois van der Meulen - Joan Guiliam Bouwer - Cornelis Kik - Cornelis Brizé - Frans Post - Johan van Nes - Jan van Hoeck |

### Bind III
| - Pieter Frits - Frans van Mieris - Jan Steen - Jan Linsen - Gabriel Metzu - Johannes Spilberg - Wilhelm Breekvelt - Jan Hakkert - Pieter van Anraat - J Weyerman - Rombout van Trojen - Carel de Jardyn - Willem Drost, van Terlee & Willem de Poorter - Jacob Gellig - Spalthof & Broers - Martinus Zaagmolen - Johannes Buns - Jan Asselyn - Jacob van Ruisdael & Salomon van Ruisdael - Ludowyk Smits - Melchior de Hondekoeter - Mathys Harings - Johan van Neck - Johan Visscher - Heiman Dullaart - Joan van der Heyden - Abraham Minjon - Isak Ducart - Justus van Pee - Cornelis Cornelisz - Adrian van den Velde - Dirk van Bergen - Gasper Netscher - Abraham Genoels - Anna Maria, Francoise Katharina, and Maria Theresa van Thielen - Gerard de Laires - Barent Appelman - Pieter van Slingelant - Ary de Vois - Jacob Torenvliet - Isaac Paling - Johannes van Haansbergen - Eglon van der Neer - Godfrid Schalken - Gabriel van der Leeuw - Abraham van Kalraat - Jan van Aken - Pieter Molyn - Dirk Freres - Adriaan Bakker - Horatius Paulyn - Gysbert Verhoek - Job Berkheyde & Gerard Berkheyde - Johannes Vorstermans - Johan Soukens - Joris van der Haagen | - Francisco Milet - Arent de Gelder - Joan Baptist de Champanje - Albert Meyering - Michiel van Musscher - Joan de Biskop - Ary Huibertsz Verveer - Hubert van Ravestein - Johannes Glauber - Jan Gotlief Glauber - Maria Sybille Merian - Johannes Voorhout - Mathys Neveu - Jacob Denys - David van der Plaas - Daniel Syder - Godfried Kneller & Johan Zacharias Kneller - Jan van Kessel - Gerard Hoet - Johannes Bronkhorst - Abraham Diepraam - Josef Mulder - Mathys Wulfraat - Johan van Hugtenburgh - Jacob Moelaert - Jan Luiken - Romein de Hooge - Jan van Nikkelen - Augustinus Terwesten - Johannes Verkolje - Ugaart Delvenaar & Jacob Koning - Johannes van der Bent - Pieter Reuven - Matheus Wytman - Marienhof - Johan van der Meer - Barent van Kalraat - Johanna Koerten - Rochus van Veen - Dirk van Delen - Abraham de Heusch - Cornelis van der Meulen - Johan Starrenberg - Jacob de Wolf - Guilhelmo van Ingen - Nicolas de Vree - Abraham Hondius - Francois Danks - Jan van Alen - Abraham Stork - David Colyns - Barent Gaal - Isaac Koene - Pieter van der Hulst - Pieter Peuteman - Jan Klaasz Rietschoof - Hendrik Rietschoof - Cornelis Holstein | - Simon van der Does - Theodorus Lubienietzky & Christoffel Lubienietzky - Jan Hoogzaat - Carel Fabricius - Johan van Bunnik - Carel de Moor - Johan Francois Douven - Simon Germyn - Willem Beurs - John Closterman - Jan Griffier - Cornelis Huysmans - Willem Wissing - Guiliam de Heus - Jacob de Heus - Philip Tideman - Ernst Stuven - Elias van den Broek - Laurens van der Vinne - Paulus van Hillegaart & Pieter de Ruelles - Jacob van Campen - Hendrik Carree - Bernart Schendel - Antony Vreem - Dirk Dalens - Michiel Maddersteg - Justus van Huisum - Adrian van der Werf |

### Bemærkelsesværdige undladelser
Houbrakens biografiværk bemærker sig ved at udelade flere malere som i dag anses for at være meget velanskrevne og vigtige, og vigtigere end mange andre kunstnere der er medtaget, viser hvorledes smagen har ændret sig over tid. Den mest bemærkelsesværdige udeladelse er Johannes Vermeer, som kun er omtalt en enkelt gang i forbifarten. Det skal imidlertid huskes at Houbraken døde før færdiggørelsen af værket, og ligeledes at han gentagne gange bemærker at det ville være umuligt at lave en komplet opgørelse af alle malere. I første bind medtager han malere som han mente var blevet overset af Karel van Mander, som han anså for sit største forbillede. Han havde stor lovprisning for alle kunstnerbiografiforfattere før ham, så som Sandrart, de Bie, og de Lairesse, men anstrengte sig for at inkluderer malere han mente de andre havde udeladt, og var i dette arbejde ganske grundig i sine bestræbelser. Således er hans udeladelser i lige høj grad udeladelser fra de tidligere biografiforfattere, selvom Houbrake ofte tillægges hele skylden. Uheldigvis kendes ikke hvor fremskredet Houbrakens biografiværk var ved hans død, men hans kone, søn Jacob og datter Antonina samledes for at færdiggøre værket til udgivelse, og det er meget muligt at de tres meninger blev medtaget i det færdige værk. Generelt set fulgte Houbraken samtidens kunstsmag som, i forhold til nutidens, nedvurderede landskabsmaleri, marinemaleri og stilleben til fordel for historiemaleriet, som inkluderede malerier med motiver taget fra antikkens mytologiske verden såvel som fra kirke- og bibelhistorien og blev anset som den højeste og fineste form for maleri.
Andre bemærkelsesværdige udeladelser er Jan van de Cappelle, Judith Leyster, Jan Wynants, Jacobus Mancadan, Hendrick Avercamp.

## Schilderessen
Titlen på Houbrakens værk ... Nederlantsche konstschilders en schilderessen (... nederlandske malere og malerinder) indikerer at han beskæftiger sig både med mandlige såvel som kvindelige kunstmalerbiografier. Men antallet af kvindelige biografier er ganske kort. Omen han havde korte biografier af mange malere der selv stod ganske nær andre kvindelige malerinder, så er de eneste malerinder biografier han medtog: Artemisia Gentileschi, Maria de Grebber (søster til Pieter de Grebber), Alida Withoos, Catharina Oostfries (fra en familie af mosaikmalere, gift med mosaikmaler Claes van der Meulen), Maria van Oosterwijk, Geertgen Wyntges (som han nævner som tjenerinde af Maria van Oosterwijk), Anna Katrina, Catharina Rozee (1632–82), Adriana Spilberg (datter af Johannes Spilberg), Rachel Ruysch, de tre søstre Anna Maria van Thielen, Francoise Katharina van Thielen, og Maria Theresa van Thielen, Diana Glauber, Maria Sybilla Merian, og Johanna Koerten Blok.